# Liste der Monuments historiques in La Wantzenau
Die Liste der Monuments historiques in La Wantzenau führt die Monuments historiques in der französischen Gemeinde La Wantzenau auf.

## Liste der Bauwerke
| Bezeichnung | Beschreibung                                                      | Standort                | Kennzeichnung | Schutzstatus | Datum | Bild           |
| ----------- | ----------------------------------------------------------------- | ----------------------- | ------------- | ------------ | ----- | -------------- |
| Ölmühle     | in einer Scheune von 1764: hölzerne Ölpresse, vermutlich vor 1700 | 1 rue de l’Angle (Lage) | PA67000052    | Inscrit      | 2001  | weitere Bilder |